# Татранський національний парк (Польща)

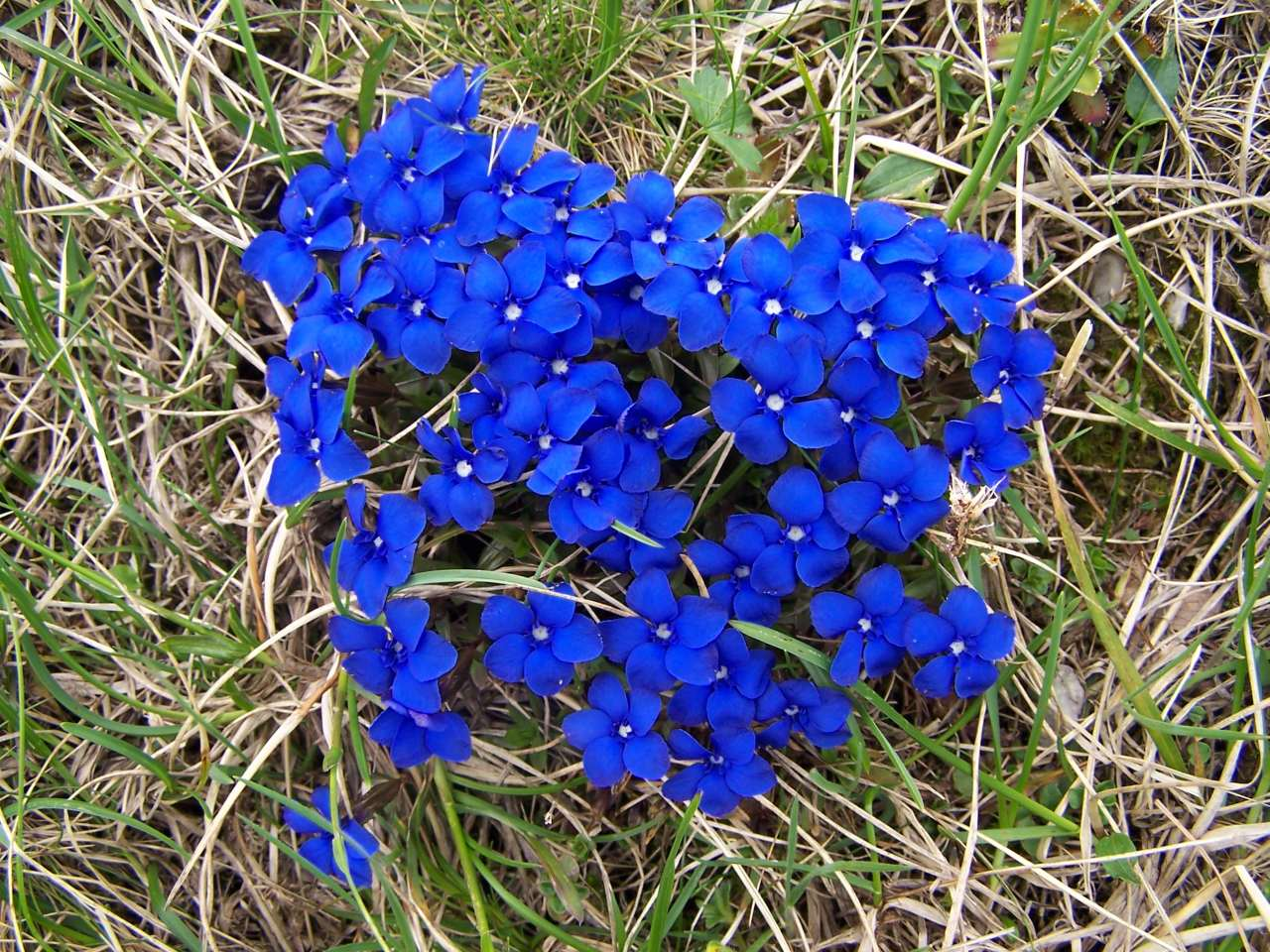
Тирлич весняний

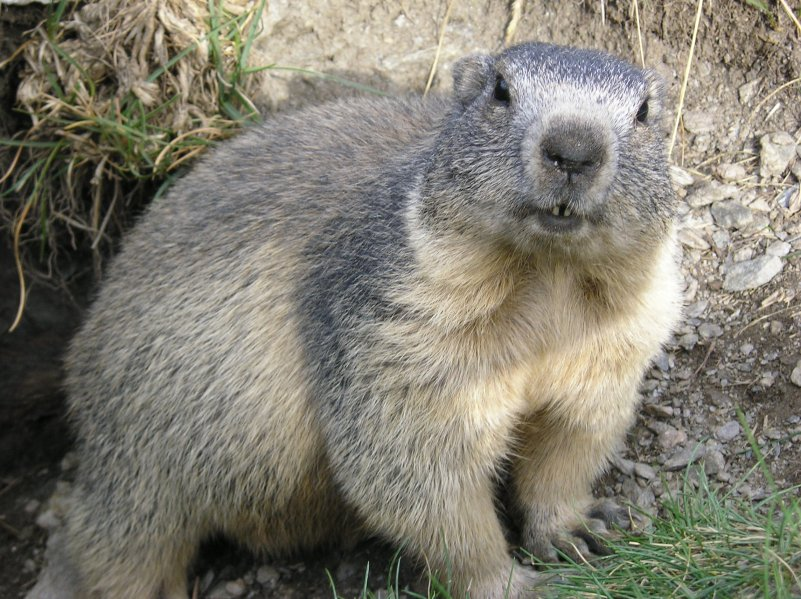
Бабак альпійський

Татранський національний парк (пол. Tatrzański Park Narodowy) — національний парк у південній частині Польщі, на кордоні із Словаччиною. Разом із однойменним національним парком у Словаччині утворюють єдину охоронну природну територію.

## Історія
Національний парк був відкритий у 1954 році на площі 22 тисяч га для охорони унікальних гірських ландшафтів Татранських гір. У 1993 році Татранський національний парк, спільно з словацьким Татранським національним парком, отримав статус біосферного заповідника ЮНЕСКО.

## Географія
На території національного парку розташована найвища гірська вершина Польщі — Риси, висота якої становить 2499 м над рівнем моря. В парку є близько 650 печер, серед яких система печер Вйелька-Снєжна є найдовшою (близько 18 км) та найглибшою (до 814 м). На території парку протікають декілька струмків і розтащшовані близько 30 гірських озер, найбільше з яких — Морське Око (0,349 км²). Найбільший водоспад — Вйелька-Сиклава, висота якого становить 70 м.

## Флора та фауна
На висотах менше 1250 м переважають ліси з ялиці та берези, а вище вказаної висоти — ялинкові ліси. Вище відмітки в 1800 м простягаються альпійські луки. В парку мешкають альпійський бабак, серна, беркут, пугач звичайний, червонокрилий стінолаз.